# Kasprowicz
Kasprowicz – polskie nazwisko pochodzące od imienia "Kacper" (patronimik). Według danych z lat 90 XX wieku nazwisko to nosiło 3764 Polskich obywateli.
Osoby noszące nazwisko Kasprowicz:
- Antoni Kasprowicz – polski poeta i prozaik
- Bolesław Michał Kasprowicz – polski przemysłowiec, działacz narodowy
- Bolesław Piotr Kasprowicz – profesor ekonomii
- Erazm Łukasz Kasprowicz – redaktor i wydawca polskich książek
- Jan Kasprowicz – polski poeta i dramaturg
- Katarzyna Kasprowicz – polska judoczka
- Michael Kasprowicz – australijski krykiecista